# Phymaturus videlai
Espèce
Phymaturus videlai est une espèce de sauriens de la famille des Liolaemidae.

## Répartition
Cette espèce est endémique de la province de Chubut en Argentine.

## Description
C'est un saurien vivipare.

## Étymologie
Cette espèce est nommée en l'honneur de Fernando Videla.

## Publication originale
- Scolaro & Pincheira-Donoso, 2010 : Lizards at the end of the world: Two new species of Phymaturus of the patagonicus clade (Squamata, Liolaemidae) revealed in southern Patagonia of Argentina. Zootaxa, no 2393, p. 17–32.